# Коктерек (Казталовський район)
Коктере́к (каз. Көктерек) — село у складі Казталовського району Західноказахстанської області Казахстану. Адміністративний центр Коктерецького сільського округу.
Населення — 908 осіб (2021; 941 у 2009, 979 у 1999, 928 у 1989).